# Anni '50 (miniserie televisiva)
Anni '50 è una miniserie televisiva italiana del 1998, diretta da Carlo Vanzina ed interpretata da Ezio Greggio.
La miniserie è ambientata nell'Italia degli anni 50, sull'isola di Capri. È stata trasmessa in prima visione da Canale 5 dal 13 al 22 ottobre 1998.

## Trama
1955. Durante un'estate a Capri si intrecciano le vicende di vari personaggi. Il maresciallo dei Carabinieri Arturo Colombo, un serio e tranquillo uomo del Settentrione, è stato appena assegnato come comandante alla stazione dell'isola, incontrando non poche difficoltà nell'adattarsi agli usi e costumi del Meridione. Il fruttivendolo romano Mario Proietti, verace borgataro, arriva a Capri assieme alla figlia Marisa dopo aver vinto un soggiorno premio, evento che tuttavia si rivela ben presto solo l'inizio di una lunga serie di guai. Una coppia di giovani innamorati del luogo, Ciro e Carmela, vede invece contrastato il loro sentimento da una vecchia faida tra le rispettive famiglie.

## Personaggi e interpreti
- Arturo Colombo, interpretato da Ezio Greggio.
È un maresciallo dei Carabinieri giunto da poco sull'isola di Capri da Bassano del Grappa. Nonostante le iniziali incomprensioni con uno stile di vita completamente diverso dal suo, col tempo Colombo finisce per abituarsi ai comportamenti dei napoletani e alle loro tradizioni, finendo per diventare più meridionale che settentrionale, e trovando anche il tempo d'intrattenere una liaison con una famosa attrice tedesca.
- Mario Proietti, interpretato da Antonello Fassari.
È un fruttivendolo romano che giunge a Capri con la figlia Marisa, vincitrice di un concorso che come premio le ha regalato un soggiorno a Capri. Nel corso della loro permanenza, tuttavia, si ritrovano ben presto senza soldi, e così, impossibilitati a ripartire verso casa, sono costretti a rimanere sull'isola a tempo indeterminato. Mario cerca quindi faticosamente di inventarsi qualche stratagemma per racimolare qualche soldo e poter tornare a Roma con la figlia.
- Ciro e Carmela, interpretati da Andrea Piedimonte e Giovanna Rei
Sono una giovane coppia di innamorati, che però vede contrastato il loro sentimento dai genitori di lei, per via di antiche ruggini tra i rispettivi avi. La famiglia di Carmela è inoltre pesantemente indebitata con uno strozzino, don Raffaele, che minaccia di prendersi la loro casa se non riceverà i soldi che gli spettano. Per questo la mamma e il padre di Carmela sperano che lei sposi il ricco Eduardo Cocozza, in modo da sistemare sia la figlia, sia i problemi economici che li affliggono da tempo.

## Spin-off
Nel 2002 ha avuto uno spin-off nel film per la televisione Un maresciallo in gondola.